# Mario Alberto Castaño
Mario Alberto Castaño Pérez (Pácora, 8 de diciembre de 1971-Bogotá, 18 de noviembre de 2023) fue un contador, administrador y político colombiano. 
Fue Senador de la República de Colombia desde 2018 hasta su captura en 2022 por liderar una red de corrupción en el escándalo conocido como Las Marionetas.

## Biografía
Nació en Pácora Caldas. Estudió contaduría en la Universidad de Manizales realizó su maestría de gerencia financiera en la Universidad Autónoma de Manizales y se especializó en magíster de administración en el Instituto Tecnológico de Monterrey México.
Trabajó en contabilidad como pagador auxiliar y auxiliar contable en la Gobernación de Caldas. Se desempeñó en subjefe de contabilidad y presupuesto en Empocaldas empresa de acueducto departamental.
En 2010 fue docente de contabilidad en la Universidad Autónoma de Manizales. En 2014 incursiona en la política como Representante a la Cámara por Caldas hasta en 2018 apoyado por Simón Gaviria, este mismo año fue elegido como Senador de Colombia hasta su captura en 2022 por el partido Liberal.

## Captura y condena
En junio de 2022 fue capturado por la Corte Suprema de Justicia por haber participado en caso de corrupción y desfalco a la administración pública durante el desempeño de su cargo como contador y representante a la cámara. Se encuentran expedientes judiciales por liderar una red de celebración ilícita de contratos en dádivas a políticos, servidores y asesores.
El 16 de junio de 2023 la Corte Suprema de Justicia lo condenó a cumplir su pena en la cárcel a 15 años y 11 meses y además pagar una millonaria multa al estado por los delitos de concierto para delinquir agravado, en calidad de autor, estafa agravada como determinador, peculado por apropiación consumado, en algunos eventos como coautor interviniente y en otros como determinador, peculado por apropiación en grado de tentativa como determinador y concusión en calidad de autor y aceptó los cargos en la cual el tribunal le leyó su sentencia.

## Fallecimiento
El 18 de noviembre de 2023 falleció de un infarto en una celda en la Cárcel La Picota en Bogotá.